# Блюдчанское
Блюдчанское — село в Чановском районе Новосибирской области. Административный центр Блюдчанского сельсовета.

## География
Площадь села — 97 гектаров.

## История
В 1976 году указом Президиума Верховного Совета РСФСР село фермы № 1 совхоза «Блюдчанский» переименовано в Блюдчанское.

## Население
| 2002 | 2007 | 2010 |
| ---- | ---- | ---- |
| 870  | ↘783 | ↘714 |

## Инфраструктура
В селе по данным на 2007 год функционируют 1 учреждение здравоохранения и 2 учреждения образования.